# Raise!
| 전문가 평가               | 전문가 평가 |
| 평가 점수                 | 평가 점수   |
| 출처                      | 점수        |
| ------------------------- | ----------- |
| AllMusic                  | [ 1 ]       |
| LA Weekly                 | B−          |
| The Philadelphia Inquirer | [ 3 ]       |
| Record Mirror             | [ 4 ]       |
| Rolling Stone             | [ 5 ]       |
| Smash Hits                | 7/10        |
| The Village Voice         | B+          |

《Raise!》는 1981년 11월 14일, ARC/컬럼비아 레코드에서 발매된 미국의 밴드 어스, 윈드 & 파이어의 열한 번째 스튜디오 음반이다. 이 음반은 《빌보드》 톱 R&B 음반 차트에서 11주를 보냈고, 빌보드 200 차트에서 5위로 정점을 찍었다. 《Raise!》는 미국 음반 산업 협회로부터 플래티넘, 영국 축음기 협회로부터 골드, 뮤직 캐나다로부터 골드 인증을 받았다.

## 개요
《Raise!》는 밴드 리더 모리스 화이트에 의해 프로듀싱되었다. 이 음반은 1972년의 《Last Days and Time》을 마지막으로 연주한 리듬 기타리스트 롤랜드 바우티스타의 복귀를 기념했다.
LP는 또한 2015년에 7개의 보너스 트랙과 함께 재발매되었다.

## 싱글
음반에서 나온 싱글 〈Let's Groove〉는 《빌보드》 핫 R&B 싱글 차트 1위와 빌보드 핫 100 차트 3위에 올랐다. 〈I've Had Enough〉라는 노래도 영국 싱글 차트에서 29위에 올랐다.
〈Wanna Be with You〉라는 제목의 또 다른 노래는 《빌보드》 핫 솔 싱글 차트에서 15위까지 올랐다. 〈Wanna Be with You〉는 또한 듀오 또는 그룹의 최우수 R&B 보컬 퍼포먼스로 그래미 어워드를 수상했다.

## 곡 목록
| #  | 제목                 | 작사·작곡                           | 재생 시간 |
| -- | -------------------- | ----------------------------------- | --------- |
| 1. | 〈Let's Groove〉     | 웨인 본, 모리스 화이트              | 5:37      |
| 2. | 〈Lady Sun〉         | 버나드 테일러                       | 3:39      |
| 3. | 〈My Love〉          | 본, M. 화이트                       | 4:35      |
| 4. | 〈Evolution Orange〉 | 데이비드 포스터, 낸 오번, M. 화이트 | 4:37      |

| #  | 제목                   | 작사·작곡                                   | 재생 시간 |
| -- | ---------------------- | ------------------------------------------- | --------- |
| 5. | 〈Kalimba Tree〉       | M. 화이트, 버딘 화이트, 제리 헤이           | 0:25      |
| 6. | 〈You Are a Winner〉   | 테일러                                      | 4:09      |
| 7. | 〈I've Had Enough〉    | 필립 베일리, 그레그 필린게인즈, 브렌다 러셀 | 4:36      |
| 8. | 〈Wanna Be with You〉  | 본, M. 화이트                               | 4:36      |
| 9. | 〈The Changing Times〉 | 테일러, 본, M. 화이트                       | 5:54      |

## 인증
| 국가                       | 인증     | 판매량/출하량 |
| -------------------------- | -------- | ------------- |
| 캐나다 (뮤직 캐나다)       | 골드     | 50,000^       |
| 일본                       | —        | 291,610       |
| 스위스 (IFPI 스위스)       | 골드     | 25,000^       |
| 영국 (BPI)                 | 골드     | 100,000^      |
| 미국 (RIAA)                | 플래티넘 | 1,000,000^    |
| ^출하량을 기반으로 한 인증 |          |               |